# Amparo Acebey
Amparo Acebey Dávalos (La Paz, 1973) es una botánica, ecóloga, y bióloga boliviana. En 1997 obtiene su Licenciatura en la Universidad Mayor de San Andrés. En 2003 obtuvo su M.Sc. en la Universidad Georg–August de Gotinga.
Es miembro del Herbario Nacional de Bolivia . Participa en varios proyectos de estudios focalizados en la flora tropical boliviana.

## Publicaciones
Ha publicado extensamente sobre la familia Araceae, vegetación, y ecología.
- a. Acebey, t. Krömer, b.l. Maass, m. Kessler. 2010. Ecoregional distribution of potentially useful species of Araceae and Bromeliaceae as non-timber forest products in Bolivia. Biodiversity and Conservation 19 (9): 2353-2564

- t.b. Croat, t. Krömer, a. Acebey. 2010. Monstera florescanoana (Araceae), a new species from central Veracruz, Mexico Autor(es): Revista: Revista Mexicana de Biodiversidad 81 (2): 225-228

- amparo Acebey, thorsten Krömer. 2008. Diversidad y distribución de Araceae de la Reserva de la Biosfera Los Tuxtlas. Revista Mexicana de Biodiversidad 79: 465-471 resumen

- ------------------, michael Kessler, brigitte Maass. 2007. Potencial de aprovechamiento de Araceae y Bromeliaceae como recursos no maderables en el bosque montano húmedo del Parque nacional Cotapata, Bolivia. Ecología en Bolivia 42 (1 ): 4-22 en línea

- t. Krömer, a. Espejo, a.r. López-Ferrari, a. Acebey. 2007. Werauhia noctiflorens (Bromeliaceae), una nueva especie del Sureste de México y Belice. Novon 17: 336–340

- --------------, s. robert Gradstein, amparo Acebey. 2007. Diversidad y ecología de epífitas vasculares en bosques montanos primarios y secundarios de Bolivia. Ecología en Bolivia 42 (1 ): 23-33 ISSN 1605-2528

- amparo Acebey, michael Kessler, brigitte Maass, thorsten Krömer. 2006. Aráceas y bromeliáceas de Bolivia. Botánica Económica de los Andes Centrales. Eds. M. Moraes R., B. Øllgaard, L. P. Kvist, F. Borchsenius & H. Balslev. Universidad Mayor de San Andrés, La Paz : 434-448

- thomas b. Croat, amparo Acebey. 2005. New Species of Araceae from Bolivia and the Tropical Andes. Novon 15 ( 1): 80-103

- t. Krömer, m. Kessler, s.r. Gradstein, a. Acebey. 2005. Diversity patterns of vascular epiphytes along an elevational gradient in the Andes. Journal of Biogeography 32: 1799-1809.

- a. Acebey, s.r. Gradstein, t. Krömer. 2003. Species richness and habitat diversification of bryophytes in submontane rain forest and fallows of Bolivia. Journal of Tropical Ecology 19: 9-18

- --------------, t. Krömer. 2001. Diversidad y distribución vertical de epífitas en los alrededores del campamento río Eslabón y de la laguna Chalalán, Parque nacional Madidi, Dpto. La Paz, Bolivia. Revista de la Sociedad Boliviana de Botánica 3: 104-123.

### Libros y capítulos
- t. Krömer, a. Acebey, a. Gómez-Pompa. 2010. Introducción, pp. 27-42. En: Atlas de la flora de Veracruz: Un patrimonio natural en peligro. Eds.: Gómez-Pompa, A. ; Krömer, T. y Castro-Cortés, R. (coords.)

- --------------, -----------. 2010. 38 Fichas de descripciones de especies endémicas y notables de la flora de Veracruz. En: Atlas de la flora de Veracruz, un patrimonio natural en peligro. Eds.: Gómez-Pompa, A. ; Krömer, T. y Castro-Cortés, R. (coords.) Editorial: Comisión del Estado de Veracruz para la conmemoración de la Independencia Nacional y la Revolución Mexicana

- --------------, -----------. 2010. 6 Fichas de descripciones de especies endémicas y notables de la flora de Veracruz. En: Atlas de la flora de Veracruz, un patrimonio natural en peligro. Eds.: Gómez-Pompa, A. ; Krömer, T. y Castro-Cortés, R. (coords.) Editorial: Comisión del Estado de Veracruz para la conmemoración de la Independencia Nacional y la Revolución Mexicana

- a. Gómez-Pompa, t. Krömer, a. Acebey, o.m. Sánchez-Sánchez. 2010. Epílogo, pp. 523-528. En: Atlas de la flora de Veracruz: Un patrimonio natural en peligro. Editores: Gómez-Pompa, A. ; Krömer, T. y Castro-Cortés, R. (coords.)

- ------------------, m. Kessler, b.l. Maas, t. Krömer. 2006. Aráceas y bromeliáceas de Bolivia, pp. 434-448. En: Moraes R., M., B. Øllgaard, L. P. Kvist, F. Borchsenius & H. Balslev (eds.) Botánica Económica de los Andes centrales. Universidad Mayor de San Andrés, La Paz

- a. Acebey. 2003. Evaluación del potencial de las familias Araceae y Bromeliaceae como fuente de recursos no maderables en Bolivia. Tesis de Maestría, Georg–August Universität, Göttingen. 159 pp.

- La abreviatura «Acebey» se emplea para indicar a Amparo Acebey como autoridad en la descripción y clasificación científica de los vegetales.[1]